# Una flor amarilla
Una flor amarilla es un cuento del escritor argentino Julio Cortázar. Pertenece al libro Final del juego, publicado en su primera edición por la editorial Los presentes en 1956.
En 1962 apareció como obra única, sin referencia al libro en el que se publicó originalmente, en el N°6 de Revista de Occidente (Año I, 2° Época), la publicación fundada por José Ortega y Gasset.

## Argumento

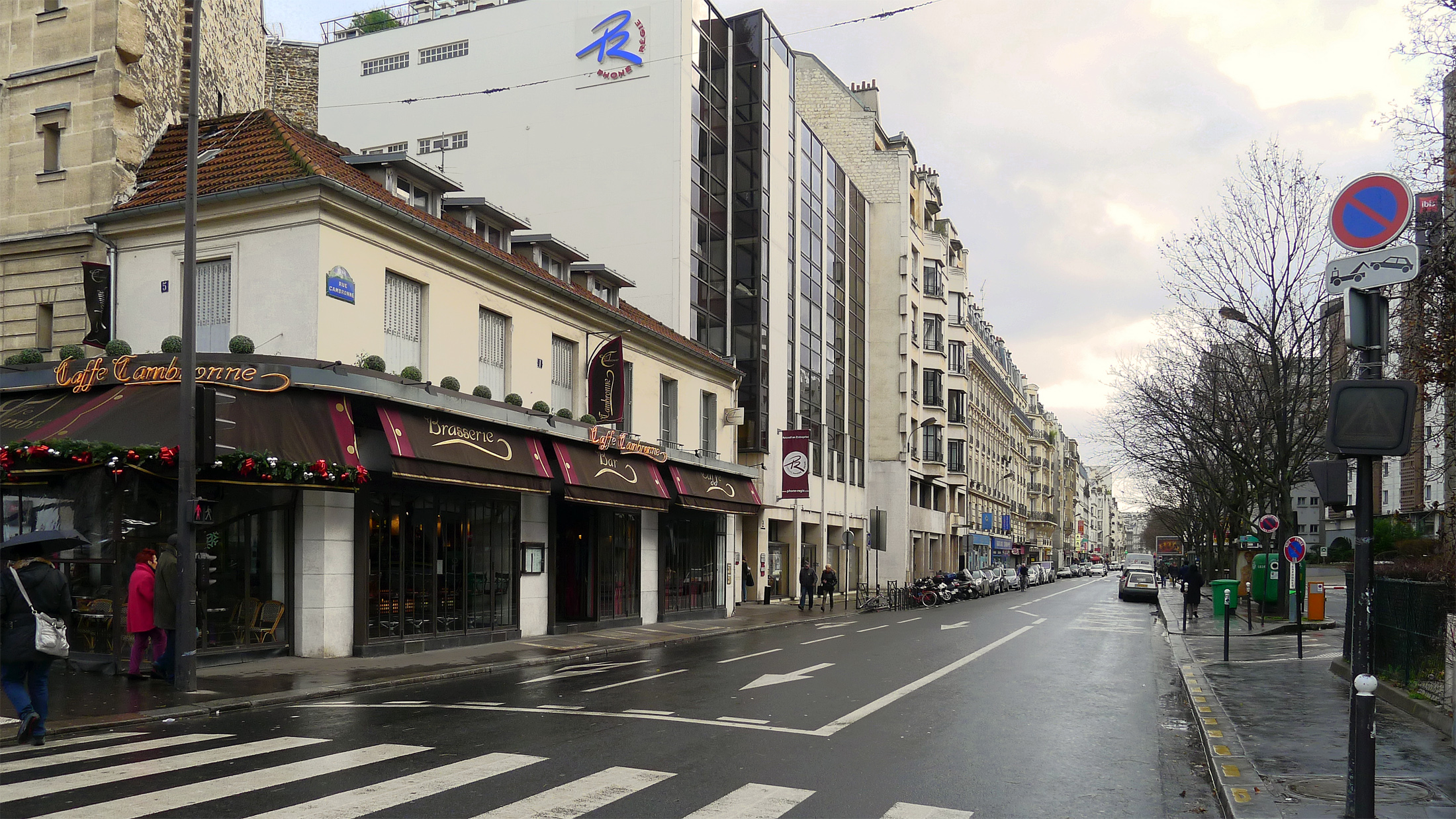
La rue Cambronne en París.

El relato se ambienta en un bistró de la rue Cambronne en París, Francia. Trata de un hombre, el protagonista, quien se encuentra con otro, un antiguo empleado municipal. El aludido asegura que las personas son inmortales y que él es el único mortal. Durante su conversación, el hombre narra que había observado a un chico en el colectivo de la línea 95. Su nombre era Luc. En ese momento, se dio cuenta de que ciertas características de Luc, como sus gestos, apariencia y voz, eran muy similares a las suyas a su edad. Luego averigua que Luc ha tenido enfermedades y ha pasado por experiencias que también estuvieron presentes en su vida.

## Análisis
Se ha interpretado que esta obra forma parte de la mirada de escritores hispanoamericanos hacia la mitología grecolatina, específicamente en temas presentes en la trama como la 
inmortalidad. Sin embargo, esta observación puede aplicarse de igual modo a otros trabajos del autor.